# Recuperatores
Recuperatores (sing.: recuperator; „Wiederhersteller“; steht auch für: Rekuperatorenverfahren) ist im antiken römischen Recht die Bezeichnung für das Richtergremium, das – zur Vermeidung von Pattsituationen – normalerweise aus drei oder fünf Geschworenen bestand (Kollegialgericht). Dieses Richtergremium entschied Rechtsfälle an Stelle des Einzelrichters (iudex unus), wenn eine erhöhte Bedeutung oder Schwere des Falles vorlag. Insbesondere wurden zivilrechtliche Streitfälle vor die Richterbank (apud recuperatores) gebracht, sofern nicht Spezialzuständigkeiten die Gerichtsbarkeit der centumviri (Erbrecht) oder des arbiter (Schiedsverfahren) begründeten.

## Geschichtlicher Kontext
Richterliche Tätigkeiten von recuperatores sind vornehmlich aus dem Formularprozess bekannt. Bezeugt sind sie aber schon seit den spätrepublikanischen Legisaktionenverfahren. Im Zusammenhang mit der von Caesar angewiesenen Gründung der spanischen Kolonie Urso (heute Osuna), die nach Bestätigung durch Senat und Volksversammlung auch Stadtrecht erhielt, regelte eine lex Ursonensis alsbald die Zuständigkeits- und Verfahrensvorschriften für Rechtsstreitigkeiten.

## Verfahren, Zusammensetzung, Fälle
Die historischen Quellen liefern keinen zuverlässigen Nachweis darüber, ab welchem Bedeutungs- oder Dringlichkeitsgrad eine Prozessmaterie dem Rekuperatorenverfahren zugeführt wurde. Eine Abgrenzung gegenüber der Zuständigkeit des Einzelrichters ist daher schwierig. Da sich funktionale Kompetenzunterschiede auch nicht über systematische oder methodische Erwägungen zu den (gemeinsamen) Prozessmerkmalen ermittelt lassen, weil Verfahren vor der Richterbank sich gleichermaßen in verschiedenen Rechtsordnungen und damit zu verschiedenen Materien wiederfinden, kann lediglich pauschal festgehalten werden, dass sie dann in Gang gesetzt wurden, wenn Rechtsverstöße das besondere öffentliche Interessen tangierten oder eine besondere Dringlichkeit für zügiges richterliches Einschreiten bestand. Aufgrund der strafferen Organisation der Richterbänke im Vergleich zum Einzelrichter, ließen Rekuperatorenverfahren eine deutliche Verfahrensbeschleunigung erwarten. Von Vorteil war, dass Richterbänke auch an Tagen verhandeln durften, an denen Gerichtsverhandlungen grundsätzlich eigentlich untersagt waren.
Vorgeschaltet war dem Hauptsacheverfahren ein prozessuales Vorverfahren vor dem Gerichtsmagistraten (in iure). Im zweigeteilten Prozesswesen wirkte dieser als Organ und Repräsentant der römischen Jurisdiktionsgewalt. Regelmäßig handelte es sich um den zuständigen Prätor, der die Voraussetzungen für ein sachgerechtes Klageverfahren fixierte und die Prozessformel festlegte. Ihm oblag es, die Streitsache justiziabel zu machen.
Es wird davon ausgegangen, dass das Rekuperatorenverfahren ursprünglich zur Beilegung von Streitigkeiten zwischen Römern und Peregrinen sowie Peregrinen untereinander eingesetzt wurde, denn für Peregrine galten die leges und damit die Möglichkeiten der Anspruchsdurchsetzung (Legisaktionen) nicht. Stattdessen war für die Richterbestellung das Imperium des Gerichtsmagistraten entscheidend, der aufgrund völkerrechtlicher Verträge zur Gewährung von Rechtshilfe auf Gesuch hin, tätig wurde. Später erst erfuhren die Kollegialgerichte Erweiterungen in der Zuständigkeit, indem sie in Ausnahmefällen auch bei Bürgerstreitigkeiten zusammentraten, was daraus resultieren mag, dass die Obrigkeit traditionell erheblichen Einfluss auf sie nahm. Wie der Einzelrichter auch, wurde die Richterbank im Einvernehmen der Parteien bestimmt und bei wechselseitiger Ablehnung (reiectio) durch Auswahl aus einer Richterliste festgelegt. Von der italienischen Forschung immer wieder kritisch hinterfragt, sind bei Otto Lenel zahlreiche ediktale Fälle der Zuweisung von Rechtsmaterien an das Richtergremium beschrieben. Welche weiteren Kompetenzen die Richterbank hatte, ist in einigen Details unklar. Rekuperatorenverfahren werden aber recht zuverlässig in Verbindung gebracht mit Strafklagen zu Freiheitsfragen (causae liberales) und Ladungsverstößen (in ius vocatio). Auch Multprozesse, die die Verhängung von Bußgeldern im Rahmen sittenrichterlicher Sanktionen (nota censoria) vorsahen, sowie Publikanen- und Deliktsprozesse zur Sanktionierung gemeingefährlicher Straftaten,  gehörten zum Kompetenzbereich. Fallweise wurden ihnen auch Prozesse wegen Persönlichkeitsverletzungen (iniuria) und zum heiligen Grabesschutz (actio de sepulchro violato) anvertraut.

## Besonderheiten
Sofern gewichtige persönliche Gründe den Iudex davon abhielten, seinen Prozess wahrzunehmen, war ein Richtertausch (mutatio iudicis) statthaft. Für die ordnungsgemäße Handhabung war allerdings ein prätorisches Edikt erforderlich. Bezeugt ist zudem, dass Richterbänke teilweise, aber auch ganz ausgetauscht wurden, sofern das Klagerecht noch nicht verbraucht war. Im Rekuperatorenverfahren bestand, vor allem galt das für Multverfahren, bei Kenntnissen um Tatsachen Bezeugungspflicht (potestas denuntiandi). Vor dem Einzelrichter war der Zeuge regelmäßig testis voluntarius, entschied also selbst, ob er aussagen wollte oder nicht.